# Universiteit van de Bio-Bio

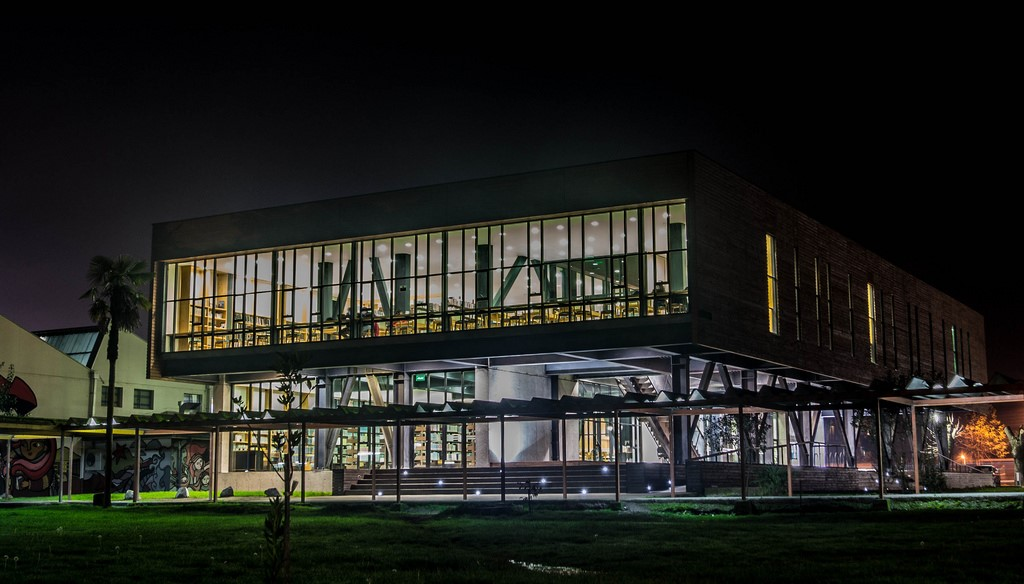
Universiteit van Bío-Bío-bibliotheek (2018)

De Universiteit van de Bio-Bio (UBB) (Spaans: Universidad del Bío-Bío) is een van de universiteiten in Concepción, Chili.

## Geschiedenis
De UBB werd opgericht in 1988 dankzij de vereniging van overheidsinstellingen.  

## Campus
1. Concepción
2. La Castilla
3. Fernando May

## Faculteiten
De Universiteit van die Bio-Bio kent de volgende faculteiten:
1. Faculteit der Architectuur, Bouw en Ontwerp
2. Faculteit der Wetenschap
3. Faculteit der Bedrijf
4. Faculteit der Gezondheidswetenschappen en Voeding
5. Faculteit der Onderwijs en geesteswetenschappen
6. Faculteit der Bouwkunde